# Ласло III
Ла́сло III, Владислав III, Ладислав (венг. III. László; 1199 год — 7 мая 1205 год, Вена) — король Венгрии и Хорватии, с 26 августа по 30 ноября 1204 года правил совместно с отцом, с 30 ноября 1204 года — единолично. 
Ладислав происходил из династии Арпадов, сын короля Эмериха (Имре) и Констанции Арагонской.

## История
Ласло III — единственный сын короля Венгрии Имре и Констанции Арагонской. 26 августа 1204 года Ласло был коронован при жизни отца, желавшего этим обеспечить права сына на престол. Дядя Ласло Андраш (Андрея), неоднократно конфликтовавший с Имре, поклялся защищать малолетнего короля и был назначен регентом. После смерти Имре (30 ноября 1204 года) Ласло III был провозглашён королём Венгрии и Хорватии. Андраш, став регентом (под опекою), держал Ласло и его мать Констанцию под домашним арестом (в темнице). Опасаясь за свою жизнь, Констанция вместе с сыном бежала в Вену под защиту Леопольда VI. 7 мая 1205 года Ласло III умер в Вене. Унаследовав венгерский трон, Андраш II вытребовал у Леопольда VI тело племянника и похоронил его в Секешфехерваре.